# Lelio Colista
Lelio Colista (13 de enero de 1629, Roma – 13 de octubre de 1680, Roma) fue un lutista y compositor italiano del barroco.
Con el apoyo económico de su padre, que tenía un puesto importante en la biblioteca Vaticana, Colista recibió tempranamente una excelente educación musical, probablemente en el Seminario Romano. Tocaba con maestría varios instrumentos, especialmente el laúd y la tiorba. Hacia los 30 años consiguió un puesto lucrativo como custode delle pittore en la capilla papal. En 1664, bajo el auspicio del cardenal Flavio Chigi, interpretó en París en la corte de Luis XIV. Durante los últimos 20 años de su vida fue un compositor y profesor demandado en Roma. 
Escribió principalmente música instrumental, aunque ninguna pieza fue publicada en vida. Pero su influencia en los músicos que residen en Roma fue significativa. Su música fue escrita en un estilo simple y menos exigente que sus contemporáneos. Arcangelo Corelli le menciona en el prefacio de su Opus 1 como uno de los più professori musici di Roma. Henry Purcell valora en 1694 sus habilidades contrapuntísticas. Colista también ejerció su influencia sobre las sonatas para trío de Corelli y Purcell a través de sus sonatas da chiesa para dos violines y bajo continuo descritas por Colista como sinfonías. Su música generalmente era admirada tanto por la audiencia como por sus patrones. Fue descrito como vere Romanae urbis Orpheus (verdadero Orfeo de la ciudad de Roma) por el erudito jesuita Athanasius Kircher. Sus obras se referencian por el catálogo temático de Antonella D'Ovidio, denotadas con WK.